# Потера за срећ(к)ом
Потера за срећ(к)ом је српски филм снимљен 2005. у режији Милорада Милинковића.
У априлу 2005. године извучена је највећа премија игре на срећу ЛОТО у Србији у последњих 50 година. Овај догађај инспирисао је сценаристу Воју Жанетића да напише сценарио за филм.

## Радња
У изнајмљеном стану у Београду живи Срећко (Никола Вујовић) који увек игра исту лото комбинацију у нади да ће једног дана освојити премију. У њега је заљубљена Вишња (Милена Павловић), локална продавачица лото листића. Једне вечери Срећко добија премију вредну неколико милиона евра. Међутим, сплетом несрећних околности добитнички листић доспева у руке Жилета и Салета (Гордан Кичић и Слободан Нинковић), власника локалног кафића. 
Неспремни за управљање толиким новцем, они одлазе на Крф у нади да ће их грчко острво пословно надахнути.
Главни разлог њиховог одласка у Грчку заправо је бег од инспектора полиције (Срђан Тодоровић), којем су њих двојица изузетно сумњиви, али и од негативаца Дона и Вите (Драган Бјелогрлић и Драгољуб Љубичић-Мићко) који им желе отети новац. У Грчкој Жилета и Салета дочекују Спирос (власник хотела) и његова ћерка Катарина, која се заљубљује у Салета.
Неопрезношћу домаћина, медији најпре у Грчкој, а затим и у Србији сазнају и објављују да су Жиле и Сале добитници премије на Лоту и да се налазе на Крфу. 
Пут Крфа, за тикетом, крећу и два београдска „контроверзна бизнисмена“ (Драган Бјелогрлић и Драгољуб Љубичић), инспектор полиције (Срђан Тодоровић), забринути ПР Жилетовог и Салетовог кафића (Исидора Минић), Вишња која је запамтила добитну комбинацију, и наравно, Срећко...

## Улоге
| Глумац               | Улога                   |
| -------------------- | ----------------------- |
| Гордан Кичић         | Жиле                    |
| Слободан Нинковић    | Сале                    |
| Никола Вујовић       | Срећко                  |
| Милена Павловић      | Вишња                   |
| Драган Бјелогрлић    | Дон                     |
| Драгољуб Љубичић     | Вито                    |
| Срђан Тодоровић      | инспектор               |
| Исидора Минић        | ПР кафића               |
| Мира Бањац           | Баба                    |
| Катарина Радивојевић | Цица                    |
| Срђан Милетић        | Сима                    |
| Деспина Јанополус    | Катарина                |
| Христос Савас        | Спирос                  |
| Светислав Гонцић     | власник Срећковог стана |
| Драган Николић       | Бос                     |
| Мима Караџић         | Вукота                  |
| Дана Тодоровић       | медицинска сестра       |
| Марко Баћовић        | полицајац               |
| Феђа Стојановић      |                         |